# Хайдер аль-Абаді
Хайдер аль-Абаді (араб. حيدر جواد العبادي; нар. 25 квітня 1952, Багдад, Королівство Ірак) — іракський державний і політичний діяч, прем'єр-міністр Іраку з 10 серпня 2014 року.
Входить до найбільшого шіїтського парламентського об'єднання — «Національного альянсу».
Після призначення прем'єр-міністром розпочав консультації з парламентськими фракціями щодо формування нового уряду країни. 9 вересня 2014 р. 177 з 328 депутатів Ради представників (парламенту) проголосували за затвердження нового складу кабінету міністрів.